# Thomas Theodor Crusius
Thomas Theodor Crusius (magyarosan: Crusius Tamás Tódor; Brandenburg, 1648 – Leiden, 1728. április 29.) tanár.

## Élete
Apja Brandenburg református püspök volt. Meglátogatta a wittenbergi, lipcsei és giesseni egyetemeket és különösen a teológiát és keleti nyelveket tanulta; miután Giessenben magisteri rangot nyert, 1669-ben az egyetemi hallgatóknak a bölcseletből előadásokat tartott. 1672-ben Celleben (Lüneburg) lett lelkész és Hildebrand Joákim püspök lányát vette nőül; azonban ezzel rosszul élt, és 1676-ban egy más nővel megszökött; e miatt javait lefoglalták és 1678-ban nejétől törvényesen elválasztották. Szégyenét elrejtendő, megváltoztatta nevét és Creniusnak, majd Sicurusnak nevezte magát. Ekkor jött Magyarországra és egy ideig az eperjesi kollégiumban tanár volt Crenius névvel, 1680-ban Rigában királyi svéd udvari lelkész, 1682-ben pedig püspök lett Curlandban; de már a következő évben visszavonult a magánéletbe.

## Munkái
Munkái, melyeket saját neve, Dorotheus Sicurus és Crenius Tamás álnevek alatt adott ki, külföldön jelentek meg.